# 周産期
周産期（しゅうさんき）とは、出産前後の期間の事を指し、ICD-10では妊娠22週から出生後7日未満と定義されている。1995年から、厚生労働省の統計もICD-10の定義を採用している。
最近は、救急車で搬送される妊婦の受け入れ拒否による死亡事件が相次いだ事などにより、妊娠中期から出産数日後までの期間を組み合わせた周産期医療の重要性が強く認識されるようになった。